# Josep Arnau i Figuerola
Josep Arnau i Figuerola (Gerona, 25 de agosto de 1942-Gerona, 17 de abril de 2025) fue un ingeniero y político español.

## Biografía
Ingeniero Industrial y doctor en Ingeniería Industrial por la Universidad Politécnica de Cataluña, Arnau i Figuerola ha sido profesor de la Escuela Universitaria de Gerona. En 1952 estudió pintura y ha hecho exposiciones de acuarelas.

## Trayectoria
Profesor de Mecánica de Fluidos en la Escuela Universitaria Politècnica de Gerona, fue director de esa misma Escuela Universitaria desde 1972. Coordinador provincial de Formación Profesional en 1974, cargo desde el que promovió los laboratorios de ensayo, investigación y cooperación industrial, como el laboratorio de análisis de aguas y el de ensayo de materiales. Ha colaborado en numerosos estudios y proyectos técnicos, así como cursos y congresos. 

## Actividad política
A la vez, militó a Centristas de Cataluña-UCD, con la que fue escogido diputado por la provincia de Gerona a las elecciones generales españolas de 1979, siendo vocal de la Comisión de Universidades e Investigación del Congreso de los Diputados. Después del derrumbe de la UCD ingresó a Convergencia Democrática de Cataluña, con la que fue elegido concejal del Ayuntamiento de Gerona en las elecciones municipales de 1983, y fue nombrado presidente de la Diputación de Gerona de 13 de julio de 1987 al 7 de octubre de 1994. El 2006 participó en el programa Prodiemus. Fue director del centro asociado a la UNED en Gerona desde el 2001. En 2014 recibió la medalla de la Universidad de Gerona.